# Margaretha van Bancken
Margaretha van Bancken (Amsterdam, 1628 - Haarlem, 1694) was een uitgever uit Haarlem. 

## Levensloop
Margaretha van Bancken werd geboren als de dochter van Dirck van Bancken en Anna Noppen. Ze trouwde op 19 april 1661 met de doopsgezinde stadsdrukker en courantier Abraham Casteleyn. Samen kregen ze een zoon, Gerard Casteleyn. Het paar werkte in hun uitgeverij In de Blije Druck aan de Grote Markt in Haarlem. In de drukkerij werd veel drukwerk gemaakt voor het stadsbestuur. Het stond daarom ook wel bekend als de stadsdrukkerij. Daarnaast werd hier de Opregte Haarlemsche Courant uitgegeven. Van het echtpaar bestaat een dubbelportret geschilderd door Jan de Bray.
Na de dood van haar man in 1681 kreeg Margaretha toestemming van de Haarlemse burgemeesters om hem als stadsdrukker en courantier op te volgens. Deze toestemming werd verleend op 27 juni 1681. Onder haar bewind bleef de krant jarenlang succesvol als meest betrouwbare krant in die tijd. Dit kwam onder andere door het zorgvuldig opgebouwde correspondentienetwerk. Net zoals haar man, kwam Margaretha meerdere malen in aanraking met de autoriteiten vanwege het publiceren over staatszaken en staatsgeheimen. Dankzij de goede contacten met het stadsbestuur bleef het altijd bij waarschuwingen.
Margaretha van Bancken trouwde in 1682 met Frederik van Vliet, over wie geen verdere gegevens bekend zijn. De uitgeverij werd na de dood van Margaretha in 1694 voortgezet door haar zoon Gerard Casteleyn.